# Paul Scheuring
Paul Scheuring (Aurora, Illinois; 20 de noviembre de 1968) es un guionista y director de películas y de series de televisión estadounidense.

## Biografía
Nació en Aurora, Illinois, Estados Unidos. Es principalmente conocido por ser el creador y coproductor ejecutivo de la serie de televisión Prison Break, de la cual ha escrito siete capítulos: «Piloto», «Allen», «Tweener», «End of the Tunnel», «Flight», «Manhunt» y «Unearthed».
En el año 2000 escribió el guion y dirigió la película 36K. También ha sido coguionista de las películas Skeleton Coast, Yucatan y Mexicali.

## Filmografía
| Año         | Título         | Puesto                                             |
| ----------- | -------------- | -------------------------------------------------- |
| 2018        | Den of Thieves | Guionista                                          |
| 2008        | Mexicali       | Guionista                                          |
| 2006        | Skeleton Coast | Guionista                                          |
| 2005 - 2009 | Prison Break   | Creador, guionista principal y productor ejecutivo |
| 2003        | A Man Apart    | Guionista                                          |
| 2000        | 36K            | Director, editor y Guionista                       |